# Alcovasaurus
Alcovasaurus – wymarły rodzaj dinozaura ptasiomiednicznego z infrarzędu stegozaurów i rodziny stegozaurów.
Skamieniałości należące do nieznanego wcześniej gatunku dinozaura odnaleziono w 1908 roku półtorej mili na wschód od Alcova w stanie Wyoming. Spoczywały wśród skał tworzących formację Morrison. Były tam kręgi w liczbie 42, reprezentujące każdy odcinek kręgosłupa, żebra, 4 kolce ogonowe, część kości krzyżowej, obie kości kulszowe i część łonowej. Odkrycia dokonali W. H. Reed i A. C. Dart. Okaz oznaczono D54. Wszedł on w skład zbiorów Museum of the University of Wyoming.

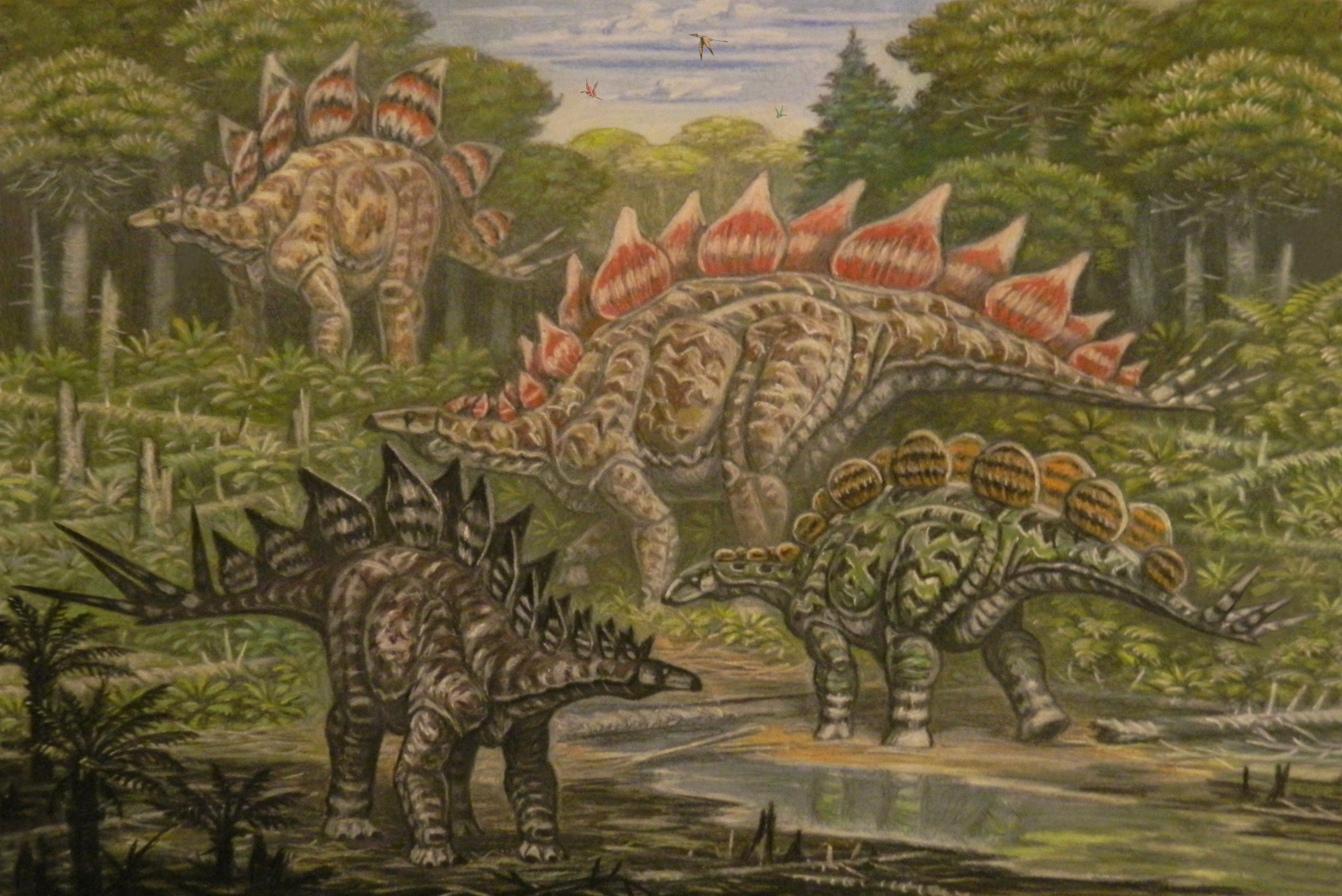
Stegozaury Ameryki Północnej. Od góry: Stegosaurus stenops, Stegosaurus ungulatus, Hesperosaurus mjosi i Alcovasaurus longispinus

Kości udowe świadczyły, jak to zauważył Gilmowe, że było to zwierzę długonogie. Ogon zwierzęcia wieńczyły kolce, owalne u podstawy i zwężające się ku końcowi. U innych gatunków stegozaura kolce te cechowały się ostrą w dolnych ⅔ krawędzią i wygładzały się ku szczytowi, natomiast wygładzenia takiego nie obserwowano u S. longispinus. Długość kolca opisanego przez Gilmore'a wyniosła 985 mm, a więc więcej, niż w przypadku wcześniej znanych stegozaurów. Powierzchnia kolca zdawała się nosić odciski po naczyniach krwionośnych przebiegających tam za życia zwierzęcia, podobnie jak w przypadku płyt.
Odmienności w stosunku do znanych wcześniej okazów stegozaura pozwoliły na kreowanie nowego gatunku dinozaura. Gilmore opisał je jako kolejny gatunek stegozaura, w którym to rodzaju badacz wymienił w sumie 14 gatunków, w tym opisany przez Marsha S. stenops. Autor nadał mu nazwę Stegosaurus longispinus. Epitet gatunkowy odnosi się do długich, smukłych kolców na ogonie zwierzęcia.
W latach dwudziestych XX wieku zbiory zostały uszkodzone przez wodę. Spośród wyżej wymienionych szczątków ocalała jedynie kość udowa, pozostały też gipsowe odlewy dalszej pary kolców ogona oraz fotografie. Niemniej te ubogie w stosunku do pierwotnego okazu pozostałości umożliwiły Galtonowi i Carpenterowi przeniesienie gatunku do odrębnego rodzaju, który ochrzcili nazwą Alcovasaurus. Jako autapomorfie kreowanego rodzaju podali zachowanie wyrostków poprzecznych również w dystalnych kręgach ogonowych, krótsze niż wyższe trzony rzeczonych kręgów, a także długie, osiągające 0,9 długości kości udowej kolce, najgrubsze w 1/4 długości.
Z badań Costy i Mateusa (2019) wynika bliskie pokrewieństwo Alcovasaurus longispinus z europejskim gatunkiem Miragaia longicollum; wymienieni autorzy uznali A. longispinus za jedynego znanego północnoamerykańskiego przedstawiciela podrodziny Dacentrurinae. Costa i Mateus uznali rodzaj Alcovasaurus za młodszy synonim rodzaju Miragaia, utrzymując jednocześnie A. longispinus jako odrębny gatunek należący do rodzaju Miragaia.